# مقاطعة سيسكييو (كاليفورنيا)
مقاطعة سيسكييو (بالإنجليزية: Siskiyou County)‏ هي إحدى مقاطعات ولاية كاليفورنيا في الولايات المتحدة الأمريكية.

## أعلام
- ويليام كانون
- جون ماكنيل